# Форт Красна Горка (селище)
Форт Красна Горка (рос. Форт Красная Горка) — селище у Ломоносовському районі Ленінградської області Російської Федерації.
Населення становить 341 особу. Належить до муніципального утворення Леб'яженське міське поселення.

## Географія
Населений пункт розташований на західній околиці міста Санкт-Петербурга.

## Історія
Населений пункт розташований на історичній землі Іжорія.
Згідно із законом від 24 грудня 2004 року № 117-оз належить до муніципального утворення Леб'яженське міське поселення.

## Населення
| 2007 | 2010 |
| ---- | ---- |
| 362  | ↘341 |